# 布尼欧
布尼欧（法語：Bougneau，法語發音：[buɲo]）是法国滨海夏朗德省的一个市镇，位于该省东部偏南，属于桑特区。

## 地理
布尼欧（45°35'49"N, 0°30'52"W）面积14.54 平方千米，位于法国新阿基坦大区滨海夏朗德省，该省份为法国西部滨海省份，北起旺代省，西临大西洋，南至吉倫特省，东南接多爾多涅省，东北接德塞夫勒省接壤，东临夏朗德省。
与布尼欧接壤的市镇（或旧市镇、城区）包括：比龙、埃什布吕讷、佩里尼亚克、蓬镇、圣莱热、圣瑟兰德帕莱讷。

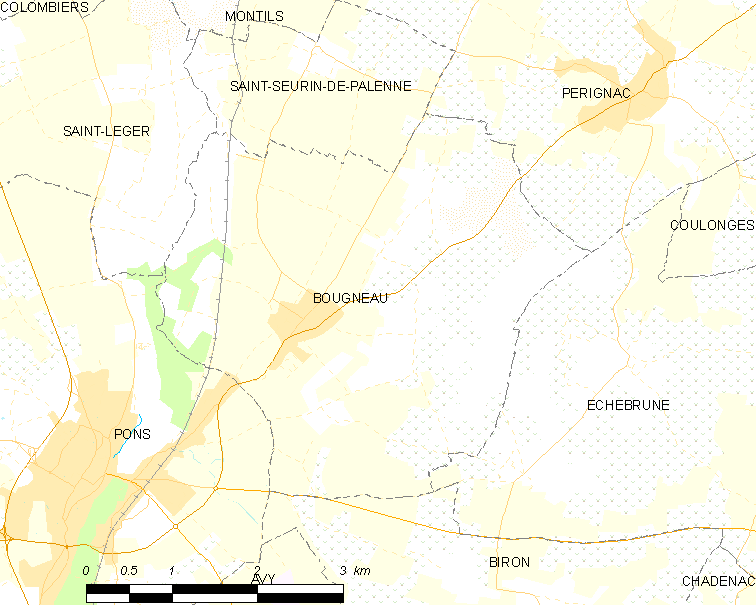
布尼欧的OSM定位图

布尼欧的时区为UTC+01:00、UTC+02:00（夏令时）。

## 行政
布尼欧的邮政编码为17800，INSEE市镇编码为17056。

## 政治
布尼欧所属的省级选区为蓬镇县。

## 人口

1962-2008年间布尼欧人口变化图示

布尼欧于2022年1月1日时的人口数量为632人。